# محطة كينغز كروس

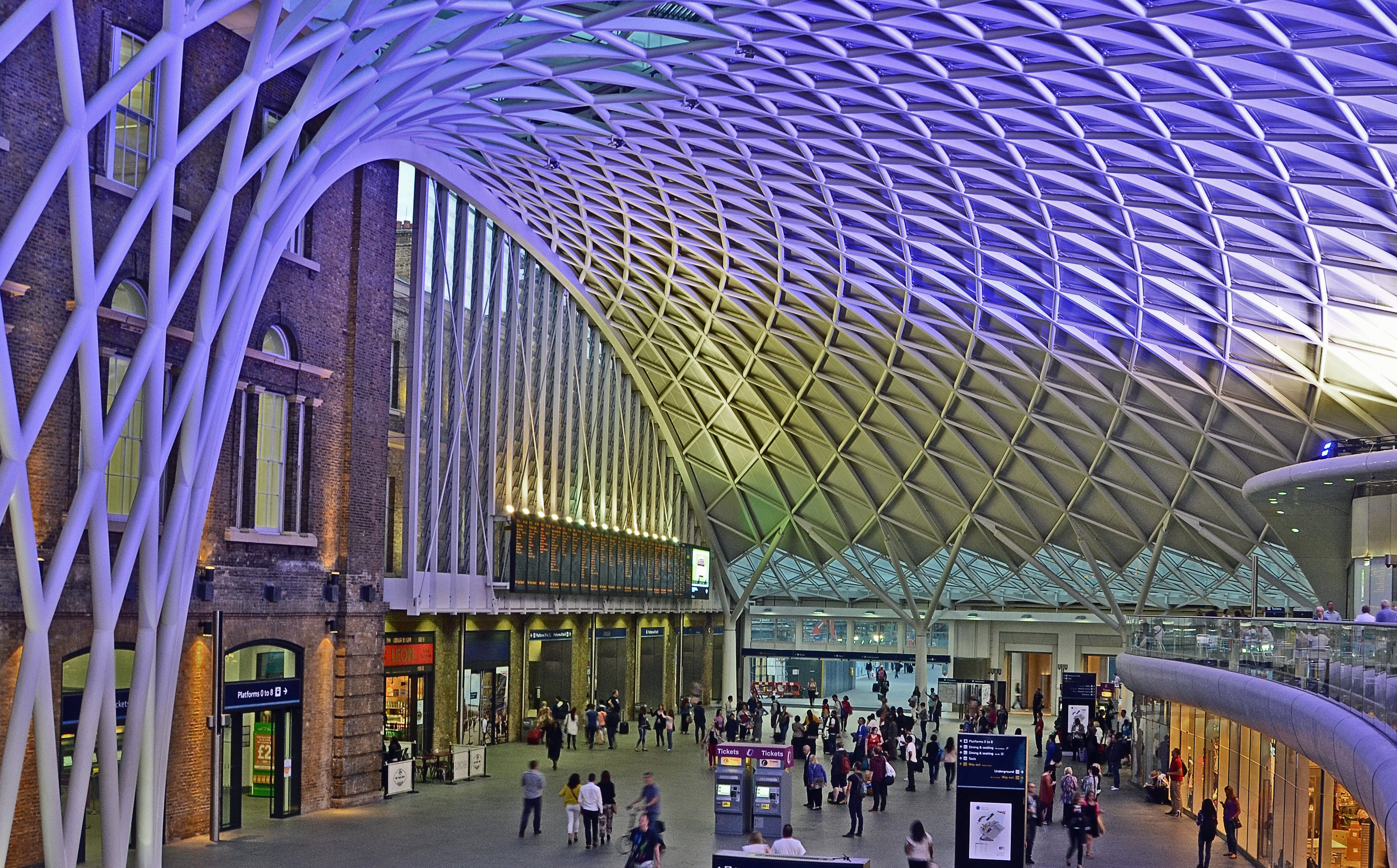
بهو المحطة من الداخل

محطة كينغز كروس للسكك الحديدة تقع في مدينة لندن، وهي منطلق العديد من القطارات للوجهات المحلية والوطنية يوميا، باتجاه الشمال. اشتهرت لورود «الرصيف تسعة وثلاثة أرباع» في قصص هاري بوتر.